# Viveka Hagnell
Viveka Elisabet Hagnell (eg. Eliæson), f. Hansson i Linköping 15 maj 1940, är en svensk professor och författare. 
Hagnell växte upp i Halmstad där hennes föräldrar var lärare. Hon var verksam vid Lunds universitets litteraturvetenskapliga institution och utsågs vid 37 års ålder till professer vid  Norges teknisk-naturvetenskapliga universitets institution för drama, film och teater.
Hagnell har forskat inom områdena dramatik, teater samt scenkonst och har skrivit böcker om bland annat barnteater, dramaundervisning och scenanvisning.